# グラフィケーション
グラフィケーション（GRAPHICATION）はかつて富士ゼロックス（現:富士フイルムビジネスイノベーション）が発行していたPR誌である。誌名はGraphic Communicationを基にした造語。

## 沿革
- 1967年（昭和42年）: 創刊[1]
- 2015年（平成27年）9月 : 電子マガジンに移行[1]。
- 2018年（平成30年）: 最終号が発刊された[1]。

## 概要
写真、イラストレーションから漫画に至るまで様々なグラフィックアートと、各界の知識人、文化人による対談やコラムとを軸に構成された「読むグラフ誌」であった。
編集は有限会社ル・マルスが行い、編集責任者は1969年から2017年まで田中和男、2017年から2018年までを菊田彰紀が務めている。

## スタッフ
編集　ル・マルス（田中和男、菊田彰紀、高田英子、他）
発行責任者　桜井正三（1967-1970）堀越秀憲（1971-1985）大西康敬（1986-1991）岡野雄治（1991-1998）
服部隆二（1998-2002）小布施均（2002-2007）坂田政一（2007-2010）中島康光（2010-2018）

## 主な寄稿者
写真家
児玉房子　石黒健治　東松照明　河西喜也　荒木経惟　篠山紀信
小瀧達郎　中川道夫　大島洋
イラストレーター
下谷二助　和田誠　湯村輝彦　味戸ケイコ　小野トモコ　やまもとちかひと
グラフィックデザイナー
横尾忠則　粟津潔　マッド・アマノ
美術家
岡本信治郎　赤瀬川原平　
絵本作家
長新太　長谷川集平　スズキコージ　土橋とし子　山口マオ
漫画家
梅田英俊　山藤章二　佐々木マキ　つげ義春　楳図かずお　水木しげる
秋竜山　赤塚不二夫　長谷邦夫　松本零士　園山俊二　古谷三敏　谷岡ヤスジ
杉浦茂　永島慎二　岩本久則　滝田ゆう
作家
筒井康隆　星新一　小松左京　花田清輝　小島信夫　埴谷 雄高　なだいなだ　井上光晴
吉岡忍　片岡義男　いいだもも　杉浦明平　佐野美津男　灰谷健次郎　小関智弘　水上勉
高田勝
劇作家　演出家
佐藤信　別役実　木下順二　寺山修司　東由多加
詩人
関根弘　富岡多恵子　松永伍一　鈴木志郎康　
評論家
佐藤忠男　海野弘　多木浩二　戸井田道三　藤枝晃雄　脇坂一郎　坂崎重盛
植草甚一　江藤文夫　粉川哲夫　田川律　柏木博　佐高信
ジャーナリスト　コラムニスト
田原総一郎　室謙二　天野祐吉　桐島洋子
学者
河合隼雄　名取弘文　森毅　吉村作治
映画監督　映像作家
大島渚　羽仁進　篠田正浩　萩原朔美　鈴木清順
作曲家
武満徹　一柳慧
音楽家
遠藤賢司　タージ・マハル旅行団
タレント
米倉斉加年　岩崎宏美（表紙写真モデル）

### 対談
北杜夫（作家）
小野耕世（評論家）
金子光晴（詩人）
谷川俊太郎（詩人）
浅川マキ（歌手）
嵐山光三郎（編集者・作家）
山田洋次（映画監督）
植村直己（探検家）
澤地久枝（作家）
山中恒（児童文学作家）
赤塚不二夫（漫画家）
高橋悠治（作曲家）
三橋一夫（音楽評論家）
向田邦子（作家）
養老孟司（解剖学者）

## 別冊
- グラフィケーション別冊号（1969）
- 複製時代の思想（1971）[7]
- 続・複製時代の思想（1973）

## イベント
- 『創刊50周年記念  高橋敏夫×武内涼 トークショウ2017』 毎日メディアカフェ 2017年2月2日（木）特集記事

## リンク
- Newsweek日本版2017.9.29「考える力」を鍛えるツール：雑誌文化を未来に継承する電子マガジン『GRAPHICATION』
- zakzak 2016.1.20 「ＧＲＡＰＨＩＣＡＴＩＯＮ」　サブカルチャーをきまじめに扱う方針にひかれた
- アド・ミュージアム東京 PR誌百花繚乱 富士ゼロックス「グラフィケーション」1984年
- 国立国会図書館 グラフィケーション 所蔵リスト